# Toucountouna
Toucountouna est une commune et une ville du nord-ouest du Bénin, préfecture du département de l'Atacora.

## Géographie

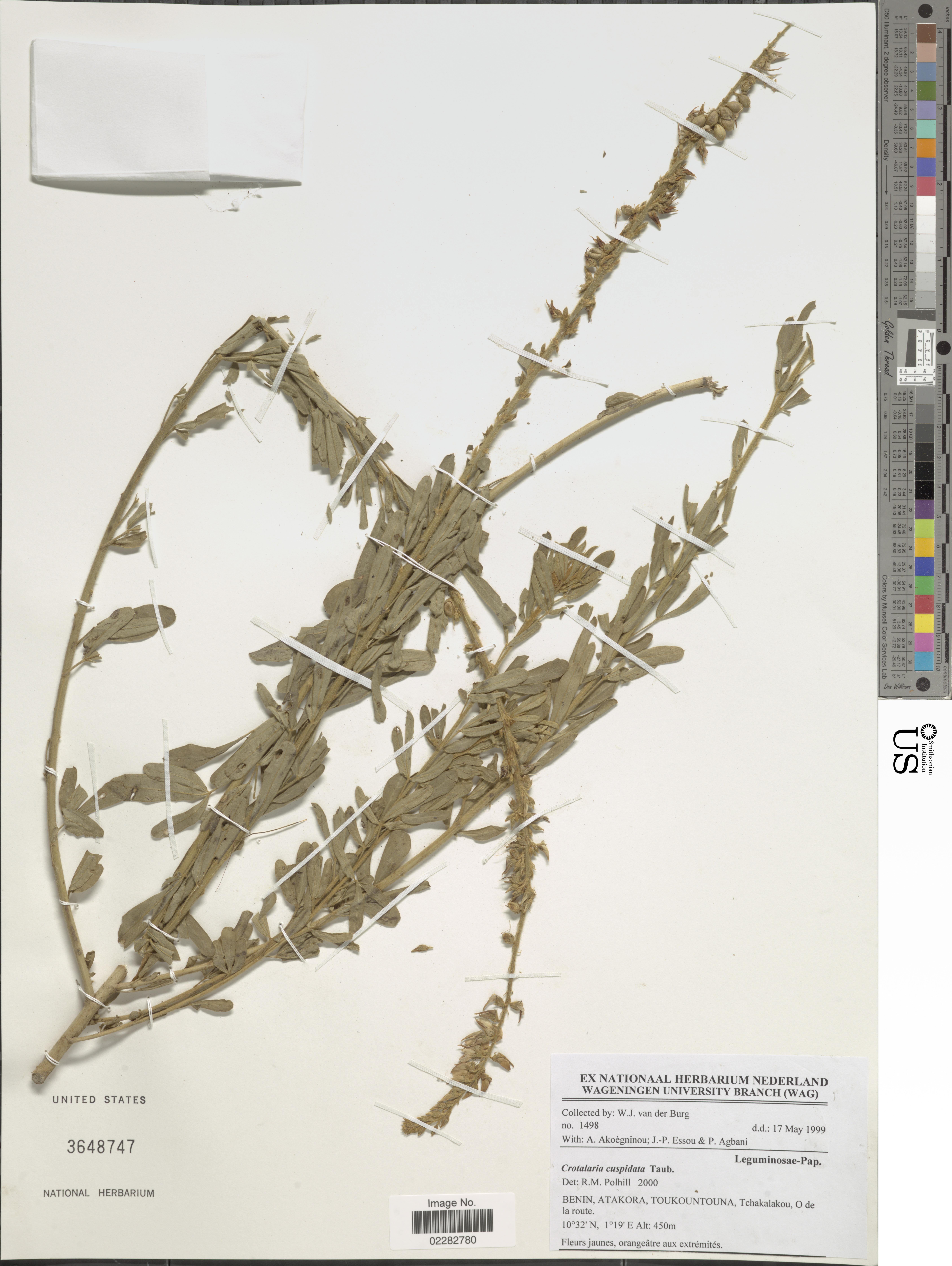
Spécimen de Crotalaria cuspidata récolté à Tchakalakou.

## Population
Lors du recensement de 2013 (RGPH-4), la commune comptait 39 779 habitants, dont 16 330 pour l'arrondissement de Toucountouna.

## Histoire
Les langues parlées à toucountouna sont entre autres: le naténi, le waama, ôtamari. L'histoire raconte que le fondateur fut un chasseur des gibiers. Donc il était à la recherche de gibiers, d'où il trouva un paysage qui lui a plut et ce lieu devint son territoire

## Économie

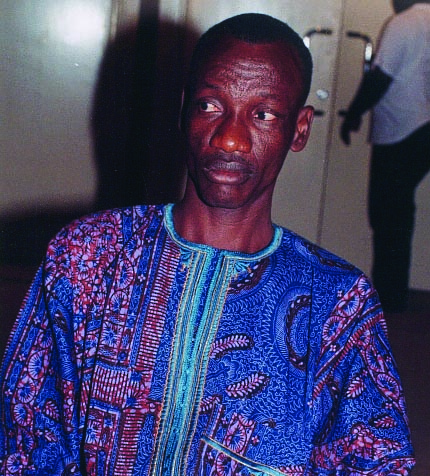
Roger Sahouropa Ancien maire de Toucountouna